# Boluwaduro
Boluwaduro è una delle trenta aree di governo locale (local government area) in cui è suddiviso lo stato di Osun, in Nigeria.
Estesa su una superficie di 144 km², conta una popolazione di 70 775 abitanti.